# 탈모증
탈모증(脫毛症, 중국어: 脫髮, 영어: Baldness)이란 신체의 털, 그중에서도 특히 머리카락이 부족한 상태를 일컫는다. 신체 내분기계 이상에 의한 원형 탈모증과 유전적 기질에 의해서 발현되는 남성형 탈모증으로 구분된다. 모낭 세포가 완전히 파괴되어 더 이상 머리카락이 자라날 가능성이 없고, 이마선이 후퇴하여 외형상 정상인과 뚜렷이 구분이 가능할 때에는 대머리(문화어: 번대머리)라고도 한다. 남성형 탈모증의 경우 현대의학으로는 별다른 해결책이 없다. 피나스테리드와 미녹시딜이 FDA 공인을 받기는 했지만, 탈모 현상의 진행을 늦춰줄 뿐이며, 근본적인 치료제는 아직 나오지 않은 상태이다. 50대 이후의 남성에게 나타나는 탈모는 외모와 사회생활에 심각한 문제를 주는 것은 아니다. 하지만 20, 30대 젊은이, 또는 여성에게 나타나는 탈모는 심한 우울증을 불러 일으키며, 구직과 결혼 및 사회생활에 상당히 부정적인 영향을 끼칠 수 있다. 부모세대에서 자식세대로 대물림되는 유전적인 성향이 상당히 강한 질환이다. 일부 진화생물학자들은 대머리의 기능이 인간들끼리의 외모 우열을 분화시켜 생식을 촉진하고, 이미 태어난 자식의 부양에 힘쓰도록 하기 위한 장치라고 보기도 하지만 정확한 학문적 근거가 있는 것은 아니다.

## 종류와 형태
남성형 탈모와 여성형 탈모, 휴지기 탈모증, 원형 탈모증, M자형 탈모증으로 구분할 수 있다. 남성형 탈모증은 DHT(남성호르몬)호르몬의 영향으로 모발이 점점 얇아지면서 빠지는 증상을 말한다. 모발이 일시에 탈락하는 것이 아니라 서서히 빠지는 증상으로 모발이 빠지는 모양에 따라 O형 또는 M자형 탈모증으로 나눠지고, 정수리 부위에서 앞머리까지 모발이 빠지게 된다.
유전에 의한 남성형 탈모가 여성에게 발생하면 이를 여성형 탈모라고 한다. 대개 앞머리의 이마선은 유지되면서 정수리 부위의 모발이 가늘어지고 적어지는 것이 특징이며, 남자들처럼 완전히 머리가 빠지는 대머리는 거의 발생하지 않는다. 휴지기 탈모는 출산이나 과도한 스트레스, 급격한 체중 감소 등에 의해 발생한다. 머리카락이 빠지는 곳이 뚜렷이 구분되지 않고 머리를 빗거나 감을 때 전체적으로 많이 빠지는 양상을 보인다.
원형탈모증은 원모양으로 모발이 빠지는 증상으로, 다른 탈모증상과 다르게 국소적으로 나타나는 일종의 피부병 같은 질환이다. 이 탈모증은 자신의 면역세포가 모근에 면역학적 염증반응을 일으켜서 모발이 빠지게 되는 질환이다.

## 탈모
머리카락은 매일 0.3mm씩 자라 1년에 총 15cm가 자란다. 전체 머리카락이 다 자라는 건 아니다.
85% 정도가 성장하며 나머지 15%는 성장을 멈춘다. 빠지는 머리카락은 주로 성장을 멈춘 머리카락이다. 탈모는 빠지는 대상이 되는 성장을 멈춘 머리카락의 비율이 늘어난다는 의미이다.

### 간단한 판단
최근 2주 이상 하루 80~100가닥 이상의 모발이 빠지고 있으며, 최근 수개월 동안 지속적으로 이전에 비해 모발이 가늘어지고 푸석해지며 정전기가 자주 발생한다. 모발에 힘이 없어지고(탄력성 저하) 예전과 달리 머리카락이 착 가라앉는 느낌이 들고 이전과 달리 정수리 인근의 번들거림이 눈에 잘 띄며, 모발을 당기면 쉽게 빠지고 예전에 비해 한 번에 빠지는 모발의 양이 50% 이상 증가했다면 탈모를 의심해 볼 수 있다.

## 원인

### 공통
탈모의 원인은 정확하게 정의된 바가 없다. 현재 과학계에서 정확하게 해법을 찾지 못하고 있다.
약한 어린 시절에 발생하기 쉬운 발모벽처럼 주변인들로부터 극심한 스트레스를 받으면 스스로 탈모를 하기도 한다.
탈모 보관됨 2024-07-18 - 웨이백 머신 유전자는 남성에게선 우성으로 여성에게선 열성으로 유전되어 남성이 상대적으로 더 영향을 받는다.유전인 경우를 제외하고 탈모의 원인으로는 남성이나 여성 모두 공통적으로 정신적  스트레스, 환경오염, 잘못된 식습관이나 과도한 다이어트, 운동부족이나 음주, 흡연 등을 들 수 있다. 또한 혈액순환 문제, 영양의 불균형, 지루성 피부염, 곰팡이 감염 항우울제, 항암제, 피임제 등의 약물등이 있다.

### 남성
남성 호르몬 안드로겐의 영향,일반적으로 ‘대머리’로 알려진 남성형탈모는 원인이 다양하고 복합적인데 그중 남성호르몬에 작용하는 5알파 환원효소로 인해 변환된 ‘디하이드로테스토스테론(이하 DHT)’이 주요원인으로 꼽힌다. DHT가 모낭세포에 작용하면 모발성장기를 짧게 만들고 대신 휴지기를 늘린다. 이것이 반복되면 모발이 점점 얇아져 남성형탈모가 나타난다.

### 여성
빈혈, 여성호르몬 에스트로겐의 감소 .여성들의 경우 출산이나 다이어트, 자궁 및 난소질환, 혹은 폐경 등의 원인으로 특정 시기에 진행되기도 한다.  여성 탈모의 경우 여성 질환이나 소화기나 갑상선등의 내적인 질환이 외적인 탈모증상으로 나타나기도 하므로 정수리 부분부터 머리밑이 휑하게 보이고 넓어지기 시작한다.

## 탈모에 영향을 미치는 요인
흡연은 모낭의 DNA에 손상을 줄 수 있고, 연기 자체에 의해 탈모가 악화될 수 있다. 또한 모발에 쌓인 먼지와 피지는 모공을 막아 탈모를 악화시킬 수 있다.
또한 자외선은 탈모의 주 원인이며, 여름의 고온다습한 날씨도 탈모 증상을 악화시킨다. 과도한 땀과 피지 분비로 모공이 지저분해지고 염증이 생기기 때문이다. 두피가 햇빛에 붉게 달아오르면서 가렵고, 모공 크기가 넓어지는 것도 영향을 미친다. 땀을 많이 흘린 탓에 샤워를 여러 번하는 것도 원인이다. 샴푸로 머리를 너무 자주 감게 되면 두피가 예민하고 건조해져 탈모가 생길 수 있다. 짠 바닷물, 수영장의 소독약 등도 여름철 탈모를 악화시킨다. 머리에 바른 헤어에센스, 오일, 스타일링 제품이 자외선에 녹아 두피에 남아 두피 건강을 해칠 수 있다.
무리한 다이어트는 영양 불균형을 불러와 건강을 해칠 뿐 아니라 영양이 두피까지 활발하게 공급되지 못하기 때문에 결국 탈모를 부르기 쉬운 환경을 조성한다.
모발은 열에 매우 취약하기 때문에 두피열이 발생하면 모발의 생장주기가 점점 짧아져 모발의 교체가 빨라지고 두피의 유, 수분 균형이 무너져 두피건강이 저하한다.
그 외에도 기름진 음식 섭취, 흰 쌀, 흰 밀가루, 흰 설탕 섭취, 음주, 스트레스에 의해서도 탈모가 심해질 수 있다.
안드로겐(유전성) 탈모의 경우 식습관과 관계없이 탈모가 진행되며, 식습관과 생활습관 개선과 주의사항은 탈모뿐만 아니라 손톱,피부에도 영향을 받는 만큼 탈모를 일반화하는 접근은 구분해야한다.

## 탈모 치료의 종류
탈모치료는 보통 수술적·비수술적 방법으로 나뉜다. 수술적 치료로는 모발이식이 대표적인데 모발이식은 후두부의 머리카락을 탈모부위로 이식하는 형태로 모발이 얇아지고 탈락되는 치료법은 아니다.
모발이식 방법은 절개식(후두부 피부를 절단하여 이식을 편하게 하기 위한 방법), 비절개식(환자의 후두부의 모낭을 하나씩 채취, 시간이 오래걸림) 그리고 모발이식 등으로 구성된다. 비절개식과 슬릿방식의 모발이식이 추천되는데 가격이 비싸다.
비수술적 치료는 객관적인 검증된 방법이 없으며, 대부분 마케팅으로 활용되고 있다. 비수술적으로 성공한 사례는 정확하게 보려면 전후사진을 정확하게 확인하고 효과에 대한 보장시스템이 있는 곳을 선택하는 것이 좋다.
남성형탈모증을 치료하기 위해서는 DHT호르몬을 생성해주는 5-α Reductase 억제 약을 복용하면 되고 약을 끊을 경우 다시 DHT호르몬의 생성으로 탈모가 발생한다고 추정되고 있으나, 똑같은 농도의 DHT가 있는 사람이라도 유전적 요인에 의해서 탈모증이 발생하거나 발생하지 않는다. 따라서, 유전적 요인이라고 정의한 부분에서 탈모의 대부분 문제가 발생하고 있다.

## 탈모 예방법
식습관, 모발 관리 습관의 개선, 스트레스, 술, 담배 같은 악화 요인은 차단할 수 있다. 음식은 단백질과 비타민, 미네랄이 풍부한 음식을 골고루 섭취하는 것이 좋고 무리한 다이어트는 하지 않아야 한다.
탈모치료와 함께 식이요법도 중요하다. 남성호르몬의 혈중농도를 높일 수 있는 동물성기름과 당분을 피하고 식물성단백질을 섭취하는 것이 좋다.
단백질이 많은 콩은 모발에 필요한 영양분을 효과적으로 공급해 탈모예방과 모발생성을 돕는다. 또 요오드성분이 풍부한 미역과 다시마 역시 모발성장을 돕는 갑상선호르몬분비를 촉진하기 때문에 권장된다. 홍삼은 모발의 밀도와 굵기를 증가시켜주고 모발생성을 돕는다.
탈모 영양제를 섭취하는 것도 도움이 될 수 있다.
탈모 관련 영양제는 비오틴, 맥주효모, 아누카사과가 있으며, 아누카사과 같은 경우 탈모에 좋다는 다수의 논문이 확인되고 있다.
영양제를 고를 때 여러가지 성분이 아닌 한가지 단일 성분만 있는 제품을 고르는 것을 추천한다.

무엇보다 금연과 금주는 필수다. 담배의 타르와 니코틴은 모근에 장애를 일으켜 충분한 혈액을 공급하지 못할 수 있으며 과음으로 인해 간에서 생성된 알데히드성분은 혈액에 들어갈 경우 모공에 전달될 산소와 영양분을 감소시키기 때문이다. 충분한 숙면을 취해야 모발 생성 호르몬이 왕성하게 분비된다.
하루 7~8시간의 숙면은 탈모예방 필수사항으로 꼽힌다. 기름진 음식을 피하고, 두피팩을 통해 모발관리를 해주는 것도 도움이 된다. 또, 전문가들은 불규칙적인 식습관을 바꾸고, 탈모에 좋은 음식을 섭취할 것을 권장한다.
또한 모발에 쌓인 먼지와 피지는 모공을 막아 탈모를 악화시킬 수 있으므로 외출 후 머리를 바로 감는 것이 좋다. 더불어 머리를 감을 때 화학 성분이 두피를 자극할 수 있으므로 거품을 낸 채 오랫동안 방치하면 안되고, 머리를 감은 후 선풍기나 드라이기 찬바람을 이용해 말리는 것이 중요하다. 머리는 매일 감아야 두피의 이물질을 제거할 수 있다. 하루 한번 감는다면 저녁에 감는 것이 낮동안 쌓인 먼지를 없앨 수 있기 때문에 좋다.

## 애완동물의 탈모
개, 고양이 등 애완동물도 물론 탈모에 취약하다. 특히 푸들이 탈모에 매우 취약한 견종으로 손을 꼽히고 있어, 견종에 따라 큰 차이가 있다. 원인으로는 환경적인 요인, 미세먼지, 스트레스 등을 받는 것들이 애완동물에게는 탈모를 더 부추길 수도 있다.

## 같이 보기
- 디하이드로테스토스테론(DHT, en:Dihydrotestosterone)